# Gunilla Brodrej
Gunilla Maria Brodrej, född 23 maj 1962, är en svensk musik- och kulturkritiker samt redaktör, anställd på Expressen sedan 1999.

## Biografi
Brodrej växte upp i Täby utanför Stockholm. Hon är musikjournalist utbildad vid Stockholms och Göteborgs universitet. Efter att ha arbetat tio år vid Sveriges Radio P2 anställdes hon 1999 vid Expressen. Tillsammans med Martina Montelius drev hon 2014–2022 podcasten Lunch med Montelius, kopplad till Expressen Kultur.
Hon blev 2012 uppmärksammad för att ha initierat en debatt om den svenska operascenen som alltför präglad av en manlig sexuell blick. Hon kritiserade Göteborgsoperan för att förhärliga rå manlig sexualitet, vilket bland annat besvarades av en operapersonlighet på Facebook att hon behövde "ett rejält kylskåpsknull", men mer seriöst en diskussion med medverkan av bland annat Ebba Witt-Brattström och operasångaren Anna Larsson. Debatten anges ha bidragit till att projektet Kärlekskriget - föreställning och samtal om en jämställd operascen kunde genomföras med ett stöd år 2017 på 950 000 kr från Postkodlotteriets Kulturstiftelse.
År 2014 gav hon ut boken Shopstop: rapport från ett celibat, där hon berättar om året när hon valde att avstå från att handla. Boken beskrivs som en "uppriktig, vardagsnära, bitvis väldigt rolig rapport från ett experiment som inte tappar kontakten med den politiska dimensionen av köpstoppet", där Brodrej "vrider och vänder på alla aspekter av shopping och utmanar på ett sympatiskt vis hela tiden sina egna slutsatser i samtal med moralfilosofen, ekonomen, modejournalisten, neoliberalen, skomakaren, ärkebiskopen, och skräddaren".